# Pawlikowice (Pątnów)
Pawlikowice – przysiółek wsi Pątnów w Polsce, położony w województwie dolnośląskim, w powiecie legnickim, w gminie Chojnów.
W latach 1975–1998 przysiółek położony był w województwie legnickim.

## Zabytki
Do wojewódzkiego rejestru zabytków wpisany jest:
- park, z końca XVIII w., zmiany w XIX w.

inne zabytki:
- aleja 200-letnich dębów pozostała po dworze, który był tu w XVIII wieku
- stary kamienny krzyż z piaskowca w formie krzyża maltańskiego z wyrytym na nim kordem. Krzyż określany jest często jako tzw. krzyż pokutny, czyli fundowany w średniowieczu przez zabójcę w wyniku zawartej przez niego umowy pojednawczej z rodziną zabitego, mającej zapobiec krwawej zemście. Przypuszczenie to nie ma jednak oparcia w żadnych dowodach ani badaniach, a jest oparte jedynie na nieuprawnionym założeniu, że wszystkie stare kamienne krzyże monolitowe, a zwłaszcza te z rytami broni, o których nic nie wiadomo, są krzyżami pokutnymi (pojednania)[6], chociaż w rzeczywistości powód jego fundacji może być różnoraki, tak jak każdego innego krzyża. Niestety legenda o pokutnym (pojednawczym) charakterze krzyża stała się na tyle popularna, że zaczęła być odbierana jako fakt i pojawiać się w lokalnych opracowaniach, informatorach czy przewodnikach jako informacja, bez uprzedzenia, że jest to co najwyżej luźna hipoteza bez żadnych bezpośrednich dowodów.